# Melbourne Victory FC
Melbourne Victory Football Club är en proffsklubb i fotboll från Melbourne i Australien. Klubben spelar i den australiska proffsligan A-League sedan ligan startades upp 2005. Klubben har även ett damlag som spelar i den australiensiska proffsligan för damer A-League.

## Spelartrupp
| Nr | Land        | Pos | Namn              |
| -- | ----------- | --- | ----------------- |
| 1  | Australien  | MV  | Matt Acton        |
| 4  | Australien  | F   | Rhys Williams     |
| 6  | Australien  | MF  | Leigh Broxham     |
| 7  | Australien  | A   | Kenny Athiu       |
| 8  | Kosovo      | A   | Besart Berisha    |
| 9  | Nya Zeeland | A   | Kosta Barbarouses |
| 10 | Australien  | MF  | James Troisi      |
| 11 | Australien  | A   | Mitch Austin      |
| 13 | Argentina   | MF  | Matías Sánchez    |
| 14 | Australien  | F   | Thomas Deng       |
| 15 | Australien  | MF  | Cameron McGilp    |
| 16 | Australien  | MF  | Joshua Hope       |

| Nr | Land          | Pos | Namn                 |
| -- | ------------- | --- | -------------------- |
| 17 | Australien    | F   | James Donachie       |
| 19 | Australien    | A   | Pierce Waring        |
| 20 | Australien    | MV  | Lawrence Thomas      |
| 21 | Australien    | MF  | Carl Valeri          |
| 22 | Australien    | MF  | Stefan Nigro         |
| 23 | Nya Zeeland   | A   | Jai Ingham           |
| 24 | Australien    | MF  | Terry Antonis        |
| 25 | Australien    | MF  | Birkan Kirdar        |
| 26 | Australien    | A   | Nicholas Sette       |
| 30 | Australien    | MV  | Matthew Sutton       |
| 31 | Australien    | A   | Christian Theoharous |
| 41 | Nederländerna | A   | Leroy George         |